# Hohgwächte
Le Hohgwächte, qui culmine à 3 739 m dans le massif des Mischabels, est un sommet des Alpes valaisannes, en Suisse, situé dans le canton du Valais.
Dominé au nord-est par le Hohberghorn et au sud-est par le Dom, le Hohgwächte surplombe la vallée de Zermatt et le village de Randa à l'ouest.